# Еліс Фей
Еліс Джин Лапперт, відома як Еліс Фей (англ. Alice Faye; 5 травня 1915, Нью-Йорк — 9 травня 1998, Ранчо-Міраж) — американська акторка і співачка. За внесок в кіноіндустрію удостоєна зірки на Голлівудській алеї слави на Голлівуд-бульвар 6922.

## Біографія
Народилася в Нью-Йорку 5 травня 1915 року в родині поліцейського Чарлі Лаппера і його дружини Еліс. Кар'єру почала в якості виконавиці в хорі у водевілях. Намагалась потрапити в шоу «Шаленості Зігфелда», але не була взята через юний вік.
У 1931 році дебютувала на Бродвеї в постановці «Скандали», змінивши прізвище Лапперт на Фей. Після цього вона протягом двох років працювала на радіо у передачі «Час Фляйшманна», де познайомилася з Філом Гаррісом, у 1940 році одружилася з ним. Перед цим з 1937 по 1940 була одружена з актором і співаком Тоні Мартіном.
В кіно дебютувала в 1934 році, після того як Ліліан Гарві відмовилася від головної ролі в екранізації п'єси «Скандали». У фільмі вона виконала роль Мони Вейл, яка принесла їй велику популярність. Незабаром Еліс Фей стала протеже продюсера студії «Fox» Дерріла Занука. Виконувала нові успішні ролі в кіно, виступаючи не тільки як акторка, але і як співачка. Одними з найвідоміших фільмів за участю Еліс Фей стали «В старому Чикаго» (1937), «Регтайм бенд Олександра» (1938) і «Та ніч у Ріо» (1941). Її кар'єра продовжувала успішно розвиватися до 1944 року, коли на екрани вийшов фільм «Падший ангел». У Фей передбачалася там досить велика роль, але в підсумку Занук урізав епізоди з нею і більшу частину екранного часу приділив акторці-початківиці Лінді Дарнелл. Це дуже не сподобалося Фей, і в тому ж році вона покинула студію «Fox». Надалі повернулася на радіо, де разом з чоловіком Філом Гарісом вела музичну передачу.
Після 1945 року Фей не знімалася в кіно протягом 17 років, з'явившись на екрані тільки в 1962 році в невеликій ролі у фільмі «Державна ярмарок». У 1974 році з'явилася на Бродвеї в мюзиклі «Добрі новини». Була представницею фармацевтичної компанії «Pfizer», рекламуючи переваги активного життя в зрілому віці.
Шлюб з Гаррісом тривав до його смерті в 1995 році. Еліс Фей померла 9 травня 1998 від раку шлунка у 83-річному віці в каліфорнійському місті Ранчо-Міраж.

## Фільмографія
- 1936: «Король бурлеску» / King of Burlesque — Пет Доран
- 1936: «Бідна, маленька багата дівчинка» / Poor Little Rich Girl — Джеррі Долан
- 1938: «Регтайм бенд Олександра» / Alexander's Ragtime Band — Стелла Кербі
- 1939: «Голлівудська кавалькада» / Hollywood Cavalcade — Моллі Едейр
- 1940: «Ліліан Рассел» / Lillian Russell — Ліліан Расселл
- 1941: «Та ніч у Ріо» / That Night in Rio — баронеса Сесілія Дуарте
- 1943: «Уся банда в зборі» / The Gang's All Here — Едді Аллен
- 1962: «Ярмарок штату»[en] / State Fair — Меліса Фрейк